# Гребенник Петро Максимович
Петро Максимович Гребенник (нар. 1902, село Дроздовиця Чернігівської губернії, тепер Городнянського району Чернігівської області — ?) — український радянський партійний діяч.

## Біографія
Народився в бідній селянській родині на Чернігівщині. З восьми років наймитував.
У 1919 році добровольцем вступив до Червоної армії, воював у Богунському полку.
Повернувся в рідне село, працював у Комітету незаможних селян села Дроздовиця. Вступив у комсомол. У 1924—1925 роках — секретар, потім голова сільської ради.
У 1925 році поїхав на Донбас, працював забійником на Очеретинських кварцових кар'єрах. З жовтня 1928 року — студент робітничого факультету.
Член ВКП(б).
У 1937 році закінчив Київський інженерно-будівельний інститут. У 1937—1938 роках — директор архітектурно-планувальної майстерні при Київському інженерно-будівельному інституті.
У 1938 — листопаді 1939 року — 1-й секретар Сталінського районного комітету КП(б) України міста Києва.
У вересні — листопаді 1939 року — голова Тимчасового управління міста Станіслава і Станіславського повіту.
Після приєднання Західної України до УРСР, постановою Політичного бюро ЦК КП(б)України (№ 860-оп) 27 листопада 1939 Гребенник був призначений 2-м секретарем Дрогобицького міського комітету КП(б) України.
У листопаді 1939 — червні 1941 року — 2-й секретар Дрогобицького міського комітету КП(б) України.